# Жуковец (Волынская область)
Жуковец (укр. Жуковець) — село в Торчинской поселковой общине Луцкого района Волынской области Украины.
До 2020 года входило в Гороховский район.
Код КОАТУУ — 0720887204. Население по переписи 2001 года составляет 110 человек. Почтовый индекс — 45710. Телефонный код — 3379. Занимает площадь 5,83 км².